# Руз Болтон
Руз Болтон је измишљени лик у серији фантастичних романа Песма леда и ватре америчког аутора Џорџа Р. Р. Мартина и потоње ХБО телевизијске адаптације Игра престола, где га тумачи глумац Мајкл Макелхатон.
Представљен у Игри престола из 1996. године, Руз је господар куће Болтон, друге најмоћније северњачке куће, након Старкових. Болтонови су познати по својој окрутности и обичају да деру кожу својих непријатеља. Такође се појављује у романима Судар краљева (1998), Олуја мачева (2000) и Плес са змајевима (2011).
Руз се испрва придружује побуни Роба Старка као један од његових главних заповедника. Међутим, он тајно организује Црвену свадбу заједно са лордом Тивином Ланистером и лордом Валдером Фрејем, након чега добија титулу заштитника Севера и доминацију над Севером, након што је лично убио Роба. Његова владавина је прекидана немирима и неколико страна се уротило да га свргну са власти.

## Лик
На почетку Игре престола, Руз је вазал лорда Едарда Старка. Седиште његове куће је старо утврђење Ужасник. Познат је као „Господар пијавица” због редовне терапије пијавицама, у циљу побољшања свог здравља. Служио је кући Старк у Робертовој побуни и побуни Грејџоја.
Руз се често описује као човек скромног изгледа, коме је тешко одредити број година, глатко обријан, бледе коже, апатичног понашања. Његова најистакнутија карактеристика су чудно бледе и хладне очи, тако светле да се скоро стапају са беоњачом. Описују га као скромног и благог, али и немилосрдног и човека који не опрашта. Глас му је мекан али он не треба да га повисује да би надахнуо тишину или изазвао пажњу; Сер Џејми Ланистер и Роб Старк примећују да је чак и само његово ћутање претеће. Његов лични мото је „Мирна земља, тихи људи”. Често се облачи у бледоружичасти крзнени огртач извезен крваво црвеном бојом како би симболизовао породични обичај скидања коже.
Он незаконито практикује древну и забрањену традицију прве ноћи, у којој господар има право на сексуалне односе са женским поданицима. Ова пракса је резултирала рођењем његовог сина копилета, Ремзија. Наредио је свом поквареном слуги Смраду да помогне у подизању детета. Руз је имао само једног праворођеног сина, Домерика, а Руз сумња да га је Ремзи отровао да би постао његов наследник. Оставши без правог наследника, Руз доводи Ремзија у Ужасник да служи као кастелан.
Руз није лик из чије је тачке гледишта представљена прича у романима, па се његови поступци сведоче и тумаче очима других људи, као што су Кејтлин Старк, Арја Старк и Теон Грејџој.

### Игра престола
Болтон се одазива на позив Роба Старка на оружје у његовој кампањи против Гвозденог престола и куће Ланистер. Роб даје Рузу команду над делом северњачке војске када се домаћин раздвоји код Близанаца, и он предводи напад на снаге Тивина Ланистера у бици код Зеленог крака. Битка се завршава победом Ланистера и Руз се повлачи са преживелима до Кејлиновог шанца. Међутим, Рузов пораз омогућава Робу да обезбеди већу победу и да зароби Џејмија Ланистера.

### Судар краљева
Да би склопио савез са кућом Фреј, лорд Валдер Фреј нуди Рузу да ожени једну од његових бројних ћерки или унука, као и да добије тежину будуће невесте у килограмима сребра као њен мираз. Руз бира Валду Фреј, најдебљу жену из куће Фреј. Он такође склапа савез са Храбрим другарима, плаћеницима из Есоса које је првобитно ангажовао Тивин, како би помогао Северњацима да преузео Харендвор од ланистерских снага које га заузимају. Након што је заробио Харендвор, Руз узима Арју Старк за слушкињу, не знајући за њен прави идентитет.

### Олуја мачева
Док је у Харедвору, Руз ради на томе да ослаби Робову позицију, шаљући војску северњака у самоубилачке мисије. Варго Хоут доводи Џејмија Ланистера у Харендвор, пошто је одсекао Џејмијеву десну шаку у нади да ће окривити Руза и спречити Болтонове да се удруже са Ланистерима. Руз је послао Џејмија назад у Краљеву Луку након што је Џејми уверио Руза да га неће окривити. Руз затим путује у Близанце на венчање Едмура Тулија са Розлин Фреј. На венчању, Фрејеви издају Старкове, а Руз лично убија Роба ножем у срце. Открива се да је Руз био у завери са Фрејевима и Тивином Ланистером да изда Старкове. Као награду за његову службу, Тивин именује Руза за новог заштитника Севера.

### Гозба за вранеиПлес са змајевима
Руз се враћа на Север са својим снагама, након што му се придружило две хиљаде људи у служби куће Фреј. Налазећи се са Ремзијем (сада легитимисаним као Болтон) и заробљеним Теоном Грејџојем, Болтонови путују у Могиле на Ремзијево венчање са Џејн Пул, коју представљају као Арју Старк. Након што је чуо да је Станис Баратеон заузео Чардак шумски, Руз одлучује да премести венчање у Зимоврел да би намамио Станиса. Болтонови и њихови северњачки савезници (од којих се многи само званично заклињу на верност Болтонима или планирају да их издају) остају у Зимоврелу после венчања у ишчекивању Станисовог напада. Атмосфера на венчању је тензична због акумулираног беса Северњака спрам куће Фреј. Тројица Фрејева који су путовали са лордом Вименом Мендерлијем из Белих сидришта, који је изгубио свог млађег сина сер Вендела Мендерлија на Црвеној свадби, нестали су, и имплицира се да су делови њихових тела стављени у пите које Вимен даје Фрејевима и Болтоновима, а које и сам мало једе. Лејди Барбри Дастин из Могила, млађа сестра Бетани Ризвел, каже Теону да Руз нема осећања и да се игра са људима ради забаве. Она такође инсинуира да се Руз нада да ће постати краљ на Северу, а не само његов заштитник, јер су Ланистери ослабљени. Када је један од унука Валдера Фреја, Мали Валдер Фреј, пронађен убијен, њихов ујак сер Хостин Фреј напада Вимена, што доводи до борбе у којој су убијени војници из обе куће. Руз је приморан да их обојицу пошаље из Зимоврела у напад на Станиса, како би ослабио и Фрејеву и Мендерлијеву војску.

### ТВ адаптација
Руза Болтона глуми Мајкл Макелхатон у ХБО телевизијској адаптацији серије књига. Он и остатак глумачке екипе били су номиновани за награду Удружења глумаца за изванредну улогу ансамбла у драмској серији 2014. године.